# Langelandsfestival 2013
Langelandsfestival 2013 var en festival der fandt sted på Rue Mark ved Rudkøbing på Langeland fra lørdag 20. juli 2013 til lørdag 27.juli 2013. Selve hovedfestivalen fandt sted fra onsdag 24. juli til lørdag 27. juli.

## Særligt dette år
Vejret var varmt, tørt og solrigt hele ugen. Dog ramte et voldsomt skybrud lørdag aften, med kraftige vindstød og torden. Det afbrød en koncert med Burhan G i ca. 20 minutter. Da regnen stilnede lidt af, blev koncerten genoptaget, og resten af aftenens program blev gennemført 20 minutter forskudt. Resten af festivalen var der kun mindre byger.
Konferencier (Store scene): Bubber

## Artister under selve festival (alfabetisk)
Fra onsdag 24. juli til lørdag 27. juli.
- Alphabeat (Store scene, onsdag kl. 22.30)
- Anna David (Møllers, fredag kl. 15)
- Anne Dorte og Maria fra Tøsedrengene (Store scene, torsdag kl. 19.30)
- Bjarne Lisby (Kroen, onsdag kl. 18 og 21)
- Burhan G (Store scene, lørdag kl. 19.30 - koncerten afbrudt i 20 min. pga. kraftig regn)
- Cruise (Møllers, torsdag kl. 21)
- De Glade Sømænd (Store scene, lørdag kl. 13.30)
- Die Herren (Møllers, fredag kl. 18)
- DJ Carsten (Kroen, onsdag kl. 23.45, fredag kl. 0.15 og lørdag kl. 23.45)
- DJ Henrik Munksøe (Møllers, onsdag kl. 23.45)
- DJ Moto (Møllers, lørdag kl. 23.45)
- DJ Ponsaing (Møllers, fredag kl. 23.45)
- Dodo (Store scene, fredag kl. 13.30)
- Hr. Skæg (Store scene, torsdag kl. 11)
- Infernal (Store scene, torsdag kl. 22.30)
- Joey Moe (Møllers, lørdag kl. 18)
- Klumben og Raske Penge (Møllers, torsdag kl. 18)
- Lars Lilholt (Store Scene, torsdag kl. 16.30)
- Mads Langer (Store scene, onsdag kl. 16.30)
- Marie Key (Møllers, torsdag kl. 15)
- Medina (store scene, onsdag kl. 19.30)
- MGP (Store scene, fredag kl. 11)
- Michael Falch (Møllers, lørdag kl. 21 (udskudt til 21.20))
- Outlandish (Store scene, lørdag kl. 16.30)
- Peter Brander Band (Kroen, fredag kl. 18)
- Poul Krebs (Store scene, fredag kl. 16.30)
- Pretty Maids (Møllers, fredag kl. 21)
- Rasmus Seebach (Store scene, lørdag kl. 22.30 (udskudt til 22.50))
- Rasmus Walter (Store scene, torsdag kl. 13.30)
- Saybia (Store scene, fredag kl. 19.30)
- Smølferne (Store scene, lørdag kl. 11)
- Superstars Duo (Kroen, onsdag kl. 15, torsdag kl. 15, fredag kl. 15 og lørdag kl. 15)
- Shaka Loveless (Møllers, onsdag kl. 18)
- Star People (Kroen, lørdag kl. 18 og 21)
- Svenstrup og Vendelboe (Møllers, fredag kl. 0.15)
- Søs Fenger (Store scene, onsdag kl. 13.30)
- Thomas Helmig (Store scene, fredag kl. 22.30)
- Tom Duke (Møllers, onsdag kl. 15 og Kroen, fredag kl. 21)
- Vinnie Who (Møllers, lørdag kl. 15)
- We love Sanne (Kroen, torsdag kl. 18 og 21)
- X Factor-show (Chresten, Karoline, Wasteland, Amanda) (Store Scene, onsdag kl. 11)
- Østkyst Hustlers (Møllers, onsdag kl. 21)

Aura var oprindeligt annonceret, men måtte aflyse kort tid før festivalen pga. sygdom, og blev erstattet af Rasmus Walter.

## Artister før selve festivalen (warm up)
Fra lørdag 20. juli til tirsdag 23. juli. Koncerter i Møllers krævede særskilt entre (30 kr.)
- Alexander Brown (Møllers, lørdag kl. 22.30)
- Bad boys of Boogie (Kroen, lørdag 20.45 og 23.45)
- Banko med Keld og Hilda (Kroen, søndag kl. 16.30)
- Birthe Kjær (Møllers, tirsdag kl. 19.30)
- Burgmeister (Kroen, søndag kl. 23.45)
- Christoffer (Møllers, søndag kl. 22.30)
- Danseorkestret (Møllers, mandag kl. 19.30)
- DJ Aabrandt (Møllers, mandag kl. 20.45 og 23.45)
- DJ Djarnes (Møllers, lørdag kl. 20.45)
- DJ Dueholm (Møllers, søndag kl. 20.45 og 23.45)
- DJ Rasmus Nørregaard (Møllers, tirsdag 20.45 og 23.45)
- Djärmes Braun (Møllers, mandag 22.30)
- Four Jacks (Kroen, mandag kl. 23.45)
- Kandis (Møllers, søndag kl. 19.30)
- Lille Palle (Kroen, mandag kl. 20.45)
- Moonjam (Møllers, lørdag kl. 19.30 og 23.45)
- Tina Turner Jam (Kroen, tirsdag 23.45)
- Xander (Møllers, mandag 22.30)